# Duberria variegata
Duberria variegata är en ormart som beskrevs av Peters 1854. Duberria variegata ingår i släktet Duberria och familjen snokar. IUCN kategoriserar arten globalt som livskraftig. Inga underarter finns listade i Catalogue of Life.
Arten förekommer i Moçambique och Sydafrika. Habitatet varierar mellan savanner och andra gräsmarker, öppna eller täta skogar och kulturlandskap. Individerna vistas främst på marken och de kan vara aktiva under alla dagtider. De gömmer sig i jordhålor nära markytan. Honor lägger inga ägg utan föder 7 till 20 levande ungar.